# L'amour ne pardonne pas
Pour plus de détails, voir Fiche technique et Distribution.
L'amour ne pardonne pas (L'amore non perdona) est un mélodrame franco-italien réalisé par Stefano Consiglio (it) et sorti en 2015.

## Synopsis
Adriana a presque soixante ans, elle est française de naissance, mais vit en Italie depuis longtemps. Veuve et solitaire, elle a une fille et un petit-fils qu'elle ne voit que lorsqu'elle doit le garder. Elle travaille comme infirmière à l'hôpital de sa ville où, un jour, dans le service, elle rencontre Mohamed, un jeune Arabe d'une trentaine d'années, immigré originaire de Tanger. C'est le coup de foudre, et tous deux entament une liaison en dehors de l'hôpital. Entre Adriana et Mohamed, qui étaient profondément seuls avant de se rencontrer, une histoire destinée à faire scandale est née. Sa famille n'accepte pas cette relation et Adriana, à contrecœur, est obligée de quitter Mohamed. Mais bientôt, elle se rend compte qu'elle ne peut pas renoncer à être heureuse du fait du regard des autres. Elle revoit l'homme qui, l'aimant toujours, lui pardonne et tous deux peuvent reprendre leur liaison là où ils l'avaient laissée.

## Fiche technique
- Titre original italien  : L'amore non perdona[1],[2]
- Titre français : L'amour ne pardonne pas[3]
- Réalisateur : Stefano Consiglio (it)
- Scénario : Stefano Consiglio (it), Mimmo Rafele (it)
- Photographie : Francesco Di Giacomo (it)
- Montage : Silvia Di Domenico
- Musique : Nicola Piovani
- Décors : Isabella Angelini
- Costumes : Maria Rita Barbera
- Production : Angelo Barbagallo, Fabio Conversi
- Société de production : Babe Film, BìBì Film, Rai Cinema
- Pays de production :  Italie -  France
- Langue originale : français
- Format : couleur - 2,35:1
- Durée : 82 minutes
- Genre : mélodrame
- Dates de sortie :
  - France : 11 mars 2015
  - Italie : 9 avril 2015

## Distribution
- Ariane Ascaride : Adriana
- Helmi Dridi : Mohamed
- Francesca Inaudi : Maria Ida
- Carmine Maringola : Rocco
- Stefania Montorsi (it) : Veronica
- Antonia Truppo : Lina
- Claudio Bigagli : Vendeur ambulant

## Distinctions
Le film a été présenté au Festival du film italien de Villerupt (2014), au Festival du film italien d'Ajaccio (2014), au Festival du film italien contemporain ICFF (2015) et au Cinéma italien d'Annecy (2016).